# Fernando de Aragón (abad de Montearagón)
Fernando de Aragón (1190-1 de julio de 1248), tercer hijo del rey Alfonso II de Aragón, fue abad de Montearagón. Más inclinado a la vida secular que a la religiosa, participó en varias campañas militares. Tras la muerte de su hermano, el rey Pedro II de Aragón, en la batalla de Muret, aspiró a convertirse en rey de la Corona de Aragón oponiéndose a Jaime I de Aragón.

## Orígenes familiares
Era el tercer hijo del rey Alfonso II de Aragón y de Sancha de Castilla. Por lo tanto, era hermano del rey Pedro II de Aragón.

## Biografía
En 1201 su madre lo ofreció al monasterio de Poblet en cumplimiento de un voto. El 1205 fue nombrado abad de Montearagón y enseguida se inició un conflicto con el obispo de Huesca para defender los privilegios del monasterio. El conflicto finalizó con la intervención de su hermano, el rey Pedro II de Aragón, quien otorgó un privilegio a la abadía de Montearagón. Más inclinado a la vida secular que a la religiosa, tomó parte en varias campañas militares. Luchó en la Batalla de Las Navas de Tolosa comandando la hueste del condado de Rosellón.
A la muerte de su hermano el rey Pedro II de Aragón en la Batalla de Muret disputó la procuraduría general (regente) de la Corona de Aragón a su tío Sancho de Aragón. Posteriormente aspiró a ser rey de la Corona de Aragón fundamentándose en la nulidad del matrimonio entre su hermano Pedro II de Aragón y María de Montpellier, lo que deslegitimaría a Jaime I de Aragón para convertirse en rey. Con este objetivo el 1214 se secularizó y dejó de titularse abad, aunque retuvo el control de la Abadía de Montearagón con el título de servus, minister te rectus. Lideró la segunda revuelta nobiliaria contra Jaime I de Aragón, en la que Jaime I llegó a estar preso en Zaragoza.
Después de la Concordia de Alcalá del 1227 que determinó la hegemonía de la monarquía sobre la nobleza y consolidó el reinado de Jaime I, sirvió al rey en las diversas campañas que este emprendió. Así, participó en el sitio de Burriana, la conquista de Valencia, y el 1244 estaba luchando en el asedio de Játiva. Murió el 1 de julio de 1248 y fue enterrado en la cripta de la Abadía de Montearagón.

## Sepulcro
Fue enterrado en la cripta de la Abadía de Montearagón y su sepulcro estaba coronado por una figura en alabastro del Niño Fernando de Aragón con los hábitos de abad. La segunda desamortización y la exclaustración de la abadía se produjo el 1835. No fue hasta el 1844 que los restos del Infante Fernando de Aragón fueron trasladadas a la iglesia San Vicente el Real de Huesca; posteriormente fue trasladado a capilla de San Batrtolomé del claustro de San Pedro el Viejo. El sarcófago permaneció Abadía de Montearagón y fue totalmente arrasado por los anarquistas en 1936.